# George Sherman
George Sherman (New York, 14 luglio 1908 – Los Angeles, 15 marzo 1991) è stato un regista statunitense specializzato nel western e nel cinema d'azione ed attivo sin dagli anni trenta.

## Biografia
Grande e prolifico artigiano del genere western, con oltre cento film all'attivo in 35 anni di carriera, esordì come assistente alla regia di Joseph Kane alla Republic Pictures e nella seconda metà degli anni trenta ne divenne uno dei registi più attivi. Durante questo periodo diresse John Wayne in numerosi western a basso costo, fra cui Santa Fe Stampede (1938) e Nuove frontiere (1939). Passato alla Columbia Pictures, dal 1945 al 1948 diresse alcuni western ricchi d'azione come I rinnegati (1946), dopodiché si spostò alla Universal Pictures dove continuò con il genere a lui congeniale, dirigendo storie di maggior spessore come Kociss, l'eroe indiano (1952).
Portò la sua versatilità anche in altri generi, come l'horror in La donna e il mostro (1944), in cui si avvalse della presenza nel cast di Erich Von Stroheim, nel noir con Ladri in guanti gialli (1948) e Mentre la città dorme (1950), nel dramma con Spada nel deserto (1949), uno dei primi film sul tema della Guerra civile del 1947-1948 nella Palestina mandataria, e nell'avventura d'azione con Bolide rosso (1954), ambientato nel mondo delle corse automobilistiche. 
Fra i suoi più celebri western degli anni cinquanta si possono ricordare Tomahawk - Scure di guerra (1951), Contro tutte le bandiere (1952), Furia indiana (1955). Interessanti anche Il tesoro di Pancho Villa (1955), in cui un mercenario (Rory Calhoun) si mette al servizio dei rivoluzionari messicani con la sua mitragliatrice, e il violento e robusto Rappresaglia (1956), in cui un uomo di sangue misto (Guy Madison), che nasconde le sue origini native, si scontra con il razzismo dei bianchi e si schiera apertamente dalla parte degli indiani oppressi.
Nel 1962 Sherman vinse il Western Heritage Awards in qualità di produttore del film I comanceros e nel 1988 il Golden Boot Award per il suo contributo al genere western. Durante gli anni sessanta si dedicò prevalentemente alle serie televisive, dirigendo episodi di telefilm come Gli uomini della prateria (1959), La città in controluce (1959-1963) e Daniel Boone (1965-1966). Concluse la sua lunga carriera sul grande schermo nel 1971, quando John Wayne lo chiamò per un'ultima regia nel suo genere prediletto, Il grande Jake. Sherman diresse ancora alcuni episodi di serie televisive e si ritirò definitivamente dalle scene nel 1978.

## Filmografia
- Wild Horse Rodeo (1937)
- The Purple Vigilantes (1938)
- Red River Range (1938)
- Santa Fe Stampede (1938)
- Rhythm of the Saddle (1938)
- Pals of the Saddle (1938)
- Heroes of the Hills (1938)
- Riders of the Black Hills (1938)
- Outlaws of Sonora (1938)
- The Purple Vigilantes (1938)
- Texas Kid (Three Texas Steers) (1939)
- Wyoming Outlaw (1939)
- Mexicali Rose (1939)
- Colorado Sunset (1939)
- Rovin' Tumbleweeds (1939)
- The Night Riders (1939)
- South of the Border (1939)
- Nuove frontiere (New Frontier) (1939)
- Ghost Valley Rangers (1940)
- Lone Star Raiders (1940)
- Texas Terrors (1940)
- The Trail Blazers (1940)
- Under Texas Skies (1940)
- The Tulsa Kid (1940)
- One Man's Law (1940)
- Rocky Mountain Rangers (1940)
- Covered Wagon Days (1940)
- Two Gun Sheriff (1940)
- A Missouri Outlaw (1941)
- Death Valley Outlaws (1941)
- The Apache Kid (1941)
- Citadel of Crime (1941)
- Kansas Cyclone (1941)
- Desert Bandit (1941)
- The Phantom Cowboy (1941)
- Wyoming Wildcat (1941)
- X Marks the Spot (1942)
- The Sombrero Kid (1942)
- The Cyclone Kid (1942)
- Jesse James, Jr. (1942)
- Stagecoach Express (1942)
- Arizona Terrors (1942)
- Mystery Broadcast (1943)
- A Scream in the Dark (1943)
- West Side Kid (1943)
- False Faces (1943)
- The Mantrap (1943)
- The Purple V (1943)
- London Blackout Murders (1943)
- Storm Over Lisbon (1944)
- La donna e il mostro (The Lady and the Monster) (1944)
- The Crime Doctor's Courage (1945)
- Personality Kid (1946)
- I rinnegati (Renegades) (1946)
- Talk About a Lady (1946)
- The Gentleman Misbehaves (1946)
- Il figlio di Robin Hood (The Bandits of Sherwood Forest) (1946)
- The Secret of the Whistler (1946)
- L'ultimo dei Mohicani (Last of the Redmen) (1947)
- Ladri in guanti gialli (Larceny) (1948)
- Feudin', Fussin' and A-Fightin' (1948)
- La signora del fiume (River Lady) (1948)
- Dietro la maschera (Black Bart) (1948)
- Il vagabondo della città morta (Relentless) (1948)
- Spada nel deserto (Sword in the Desert) (1949)
- Yes Sir, That's My Baby (1949)
- Occhio per occhio (Calamity Jane and Sam Bass) (1949)
- Figlio del delitto (Red Canyon) (1949)
- Pelle di bronzo (Comanche Territory) (1950)
- Mentre la città dorme (The Sleeping City) (1950)
- K 2 operazione controspionaggio (Spy Hunt) (1950)
- Tomahawk - Scure di guerra (Tomahawk) (1951)
- Obiettivo X (Target Unknown) (1951)
- La calata dei mongoli (The Golden Horde) (1951)
- La donna del porto (The Raging Tide) (1951)
- Contro tutte le bandiere (Against All Flags) (1952)
- Kociss, l'eroe indiano (The Battle at Apache Pass) (1952)
- Nervi d'acciaio (Steel Town) (1952)
- Back at the Front (1952)
- Il maggiore Brady (War Arrow) (1953)
- I veli di Bagdad (The Veils of Bagdad) (1953)
- Il complice segreto (The Lone Hand) (1953)
- Bolide rosso (Johnny Dark) (1954)
- Alba di fuoco (Dawn at Socorro) (1954)
- La fine di un tiranno (Border River) (1954)
- Il tesoro di Pancho Villa (The Treasure of Pancho Villa) (1955)
- Conta fino a 3 e prega! (Count Three and Pray) (1955)
- Furia indiana (Chief Crazy Horse) (1955)
- Rappresaglia (Reprisal!) (1956)
- La saga dei comanches (Comanche) (1956)
- Lo spietato (The Hard Man) (1957)
- Una storia del West (The Last of the Fast Guns) (1958)
- Oro nella polvere (Ten Days to Tulara) (1958)
- The Son of Robin Hood (1959)
- The Flying Fontaines (1959)
- Alì mago d'oriente (The Wizard of Baghdad) (1960)
- Esecuzione in massa (The Enemy General) (1960)
- Duello tra le rocce (Hell Bent for Leather) (1960)
- For the Love of Mike (1960)
- La carovana dei coraggiosi (The Fiercest Heart) (1961)
- Wounds of Hunger (1963)
- Panic Button... Operazione fisco! (Panic Button) (1964)
- Busqueme a Esa Chica (1964)
- La nueva Cenicienta (1964)
- Murieta John (Murieta) (1965)
- Daniel Boone, l'uomo che domò il Far West (Daniel Boone: Frontier Trail Rider) (1966)
- Smoky (1966)
- Hello Down There (1969)
- Il grande Jake (Big Jake) (1971)